# شعراء السيرة الهلالية
السيرة الهلالية هي أكبر عمل أدبي في التراث العربي. ويبلغ حجمها نحو مليون بيت من الشعر. وهي تروي تغريبة قبيلة بني هلال من نجد إلى الشام والعراق وصولاً إلى شمال أفريقيا.

## شعراء ومنشدو سيرة أبو زيد الهلالي في مصر

### شعراء السيرة الهلالية في الوجه القبلي
أسلوب شعراء الصعيد في تقديم الملحمة فهو المربع. فبعد أن تبدأ المقدمو بقصائد مدح الرسول والزهد في الدنيا وطلب المغفرة من الله، يبدأ القص في السيرة ذاتها بالمربع. والمربع بيتان من الشعر يتكونان من أربع شطور مستقلة ومتصلة في ذات الوقت. تتشابه قافيتا الشطر الأول والثالث من جانب، والثاني والرابع من جانب آخر.
- علي جرمون (قنا

و هو أول شاعر للسيرة الهلالية
- جابر أبو حسين (3 نوفمبر 1913 في قرية آبار الوقف، مركز أخميم، محافظة سوهاج - 1980) - اكتشفته قبيلة الأشراف
- سيد الضوي (16 فبراير 1934 قوص، محافظة قنا
- عز الدين نصر الدين (البلينا محافظة سوهاج)
- أبو الوفا
- عبد الباسط أبو نوح (البلينا سوهاج)
- عطا الله
- شوقي القناوي (قنا)
- النادي عثمان (أبو الجود، الأقصر، محافظة قنا)
- محمد اليمني (قنا)
- محمد عزت و هو يقرب للشاعر عز الدين نصر الدين ابن أخيه (سوهاج)

### شعراء السيرة الهلالية في الوجه البحري
معظمهم من الغجر. ويغنونها في صيغة موال مصري، مربع أو مسبع أو مثمن أو محبوك الطرفين. ويتكون من إثنى عشر بيتاً.
- سعد الشاعر (المنصورة)
- فتحى سليمان (الباجور - منوفيه)
- مبروك الجوهري (النوايجة، مركز دسوق، محافظة كفر الشيخ)،
- فوزي جاد (البكاتوش، مركز دسوق، محافظة كفر الشيخ)
- و الجدير بالذكر أن السيرة الهلالية تختص بالصعيد المصري و لذلك الشعبية الأكبر للصعيد فقط

## شعراء ومنشدو السيرة الهلالية في تونس
انظر أبحاث التونسي: عبد الرحمن أيوب
- الأمريكية، أنيتا بيكر